# (6268) Versailles
(6268) Versailles est un astéroïde de la ceinture principale découvert le 22 septembre 1990 par l'astronome belge Eric Walter Elst.
Il tire son nom de la ville et ancienne capitale royale française Versailles située à proximité de Paris.